# Willie Pep
Gugliermo Papaleo, más conocido como Willie Pep (Middletown, Connecticut; 19 de septiembre de 1922-Rocky Hill, Connecticut; 23 de noviembre de 2006) fue un boxeador estadounidense campeón mundial de peso pluma. La revista The Ring lo colocó en el número 6 de la lista de los mejores boxeadores históricos libra por libra.

## Biografía

### Inicios
Hijo de inmigrantes italianos, Willie Pep coincidió con grandes boxeadores italo-estadounidense como Rocky Marciano, Tony Canzoneri, Jake Lamotta y Rocky Graziano. Este dato incluía un especial interés del público en el púgil. En 1938 empezó a pelear como amateur en las categorías supermosca y gallo, para que en 1940 se pase al profesionalismo.

### Profesional
Pep debutó como profesional el 25 de julio de 1940 en Connecticut, EE. UU., ganándole a Joey Marcus por puntos en cuatro asaltos. Rápidamente Pep se caracterizó como un púgil rápido e inteligente con muchas cualidades técnicas, se decía que el daba lecciones de boxeo a sus rivales. Para el año 1943 Pep ostentaba un espectacular récord de 62-0-(23KO), pero fue el 19 de marzo de 1943 que Pep enfrentó a Sammy Angot en el mítico Madison Square Garden, el ítalo-estadounidense perdió por decisión unánime en 10 asaltos, era la primera derrota de Pep como profesional.
La derrota ante Angot fue sorpresiva, pero luego de eso llegaron los mejores tiempos de Pep, entre 1943 y 1946 Pep realizó 38 combates, ganando 37 y empatando 1.

### Título Mundial Pluma
Después de conseguir muchas victorias notables, se le concedió a Pep la oportunidad de pelear por el título mundial, fue el 7 de junio de 1946 en el Madison Square Garden enfrentando al monarca de la división Sal Bartolo. Pep uso su mayor ciencia y se quedó en la larga distancia dominando a Bartolo con precisos y efectivos jabs, cuando el campeón dejaba huecos en su defensa, Pep soltaba combinaciones rápidas, para después volver a la larga distancia, en el decimosegundo asalto Pep le asesta un derechazo a la mandíbula de Bartolo y eventualmente cae: el réferi inicia la cuenta que llegó a 10 determinando el nocaut. Bartolo quedó en la lona durante unos minutos; cuando se lo llevó al hospital se descubrió que el derechazo de Pep le fracturó la mandíbula al ex-campeón. Willie Pep había conquistado el título mundial pluma por KO en el decimosegundo asalto.

#### Primera defensa
Luego de apoderarse del título mundial, Pep realizó 14 combates sin exponer su título, ganó los 14 combates de los cuales 9 fueron por KO. El 22 de agosto de 1947 en Míchigan, Pep defiende por primera vez su título ante Jock Leslie, luego de que Pep controlara a Leslie durante todos los asaltos con su boxeo, llegó el decimosegundo asalto y el campeón derribó al retador, cuando el réferi llevaba la cuenta por cuatro, decidió detener la pelea, los que presenciaron la pelea dijeron que se le podría haber contado hasta 100 al retador y no se iba a levantar.
Pep defendió el título ganando por KO en el decimosegundo asalto, luego de esta defensa exitosa, Pep hace 7 peleas sin exponer su título, venciendo en las siete peleas, de estas siete victorias dos fueron por nocaut.

#### Segunda defensa
El 24 de febrero de 1948 en Miami, Florida, Pep enfrentó a Humberto Sierra estando en juego el título mundial pluma en poder de Pep, como atracción especial del combate, Jack Dempsey ofició como el réferi del combate. Pep mandó a la lona a Sierra en el segundo asalto, en el décimo asalto el campeón derriba a Sierra y Dempsey detuvo el combate, dejando como ganador por KOT en el décimo asalto a Willie Pep. El ítalo-estadounidense peleó en 11 ocasiones luego de su segunda defensa, en las once contiendas no expuso el título, ganó las mencionadas peleas y de ellas 5 por KO.

#### Tercera defensa, contra Saddler I
El 29 de octubre de 1948 en el Madison Square Garden, Pep enfrentó al gran rival de su carrera, al noqueador Sandy Saddler, la disputa por el título mundial pluma presentaba un choque de estilos, Pep era el estilista rápido e inteligente que trabajaba en la distancia, Saddler era el golpeador con poder en los puños, que buscaba la pelea en la corta distancia. Saddler derribó dos veces a Pep en el tercer asalto y nuevamente volvió a tirar al campeón en el cuarto asalto, esta caída fue definitiva ya que la cuenta del réferi llegó hasta 10, Willie Pep perdía el título mundial pluma.

#### Pep vs Saddler II
Luego de perder el título, Pep ganó dos peleas por puntos en combates programados a 10 asaltos, la oportunidad de pelear nuevamente por el título mundial llegó pronto, pero además del título también era la revancha con Saddler. La pelea fue el 11 de febrero de 1949 en el Madison Square Garden, Pep lució su mejor boxeo para mantener controlado al campeón, dicho plan fue efectivo y la pelea se llevó los 15 asaltos, las tarjetas dejaron a Pep como ganador por decisión unánime y nuevamente campeón mundial pluma. Este combate fue elegido como la pelea del año por la revista Ring Magazine.

### Segundo reinado
Luego de recuperar el título, Pep ganó 4 combates sin que su título estuviera en juego. Fue el 20 de septiembre de 1949 en Connecticut, donde Pep defendió el título mundial ante Eddie Compo. Pep derribó a Compo dos veces en el quinto asalto y nuevamente en el séptimo y la pelea fue detenida, Pep ganó por KOT en el séptimo asalto. Willie Pep expuso nuevamente su título ante Charley Riley el 16 de enero de 1950 en Saint Louis, Misuri. En el quinto asalto Pep le colocó un uppercut de derecha a Riley, dejándolo en la lona por la cuenta de 10 del réferi, Pep retenía su título por KO en el quinto asalto. El campeón mundial pluma peleó ante Ray Famechon el 17 de marzo en el Madison Square Garden, Pep defendió exitosamente su título sobre la base de su boxeo, impuso la distancia y dominó al retador, consiguiendo la victoria por decisión unánime en quince asaltos.

#### Pep vs Saddler III
Desde su última defensa, Pep realizó 5 peleas sin exponer el título, ganando todas. El 8 de septiembre de 1950 enfrentó por tercera vez a Sandy Saddler en el Yankee Stadium, Nueva York. Pep defendía el título ante el gran rival de su carrera. La pelea dio inicio y en el tercer asalto Saddler derriba a Pep, el campeón se puso de pie cuando la cuenta del réferi iba por nueve, a pesar de la caída, Pep tenía el control de la pelea y en efecto tenía más asaltos a su favor, cuando finalizó el séptimo asalto ambos boxeadores volvieron a sus esquinas, la campana sonó llamándolos al octavo asalto, pero Pep no salió a combatir porque se había dislocado el hombro derecho, esto dejó como ganador a Saddler por KOT en el octavo asalto. Pep perdió por segunda vez con Saddler y perdió el título mundial ante el mismo rival.

#### Pep vs Saddler IV
Después de perder el título, Pep libro 9 contiendas, triunfando en todas. El 26 de septiembre de 1951 en el Polo Grounds de Nueva York, se realizó un clásico de boxeo de aquellas épocas, porque Willie Pep enfrentaba por cuarta vez a Sandy Saddler, al igual que las peleas anteriores, en esta se debatieron el título mundial pluma. Pep peleó con una cautela extra de la que era común en él, trataba de bloquear todos los ataques del campeón bajo cualquier medio, Saddler buscaba la pelea en corto y descargar sus poderosos golpes, la pelea se volvió sucia, cuando Saddler atacaba Pep amarraba al campeón y forcejeaban en cada amarre, hasta llegaron a caer simultáneamente en la lona por los "trucos" que ambos usaban, a pesar de que la pelea era sucia, Pep tenía el control del combate, usando su ciencia el italo-estadounidense estaba arriba en las tarjetas, pero de la misma forma que el ex-campeón tenía el dominio de las acciones, Saddler le había provocado un profundo corte sobre la ceja derecha al retador, esto llevó a que Pep no salga a combatir al noveno asalto, Saddler venció a Pep por KOT en el noveno asalto. Este fue el último enfrentamiento entre estos dos boxeadores, el duelo entre ambos quedó en 3 victorias para Saddler y 1 victoria para Pep.

### Etapa de veterano
Willie Pep con 30 años continuó su carrera profesional, luego de perder con Saddler ganó 4 combates y el 30 de junio de 1952 en Massachusetts enfrentó a Tommy Collins, en el quinto asalto hubo un choque de cabezas accidental que provocó un corte en Pep, por el dolor que le provocó el corte, Pep retrocede y Collins lanzó un gancho de izquierda que envió a lona a Pep, la campana interrumpió la cuenta y el ítalo-estadounidense volvió a su esquina, cuando salieron al sexto asalto Pep no se defendió y después de recibir cierto grado de castigo el referee detuvo la pelea, Pep perdía por KOT en el sexto asalto.
Mucha gente acusó a Pep de "tirar la pelea", en esa época era muy común que cierta gente relacionada con la mafia, influenciaran para que el púgil se dejara vencer y así tomar ventajas económicas de las apuestas de la pelea. En el año 1953, Pep realizó 19 combates ganándolos a todos, el 26 de febrero de 1954 en el Madison Square Garden, Pep peleó contra Lulu Pérez, durante la pelea Pep cayó tres veces en el segundo asalto, esto forzó a que la pelea se detenga, Pep perdió por KOT en el segundo asalto. Al igual que la pelea con Collins, a Pep se lo volvió a acusar de "tirarse".
Después de esta pelea Pep combatió en cinco ocasiones, ganando las 5 peleas, el 30 de marzo de 1955 en California Pep enfrentó a Gil Cadilli, la pelea fue cerrada y al finalizar los 10 asaltos, las tarjetas arrojaron una decisión dividida en favor de Cadilli, el combate tuvo revancha inmediata y el 18 de mayo del mismo año, Pep volvió a enfrentar a Cadilli, esta vez Pep sacó mucha ventaja con su boxeo y ganó por decisión unánime en 10 asaltos por un amplio margen. Pep consiguió 20 victorias en veinte combates entre 1955 y 1957, la última de estas victorias fue un notable triunfo ante Jimmy Connors el 17 de diciembre de 1957 en Massachusetts, la pelea inició pareja, en el quinto asalto el ex-campeón del mundo empezaba a marcar la diferencia y el dominio, con un izquierdeo Pep mandó a la lona a Connors en el octavo asalto y en el último asalto Pep conmovió a Connors sobre las cuerdas, la pelea llegó a su final y Pep venció por decisión unánime en 10 asaltos.
Willie Pep con 36 años seguía combatiendo y sorprendentemente consiguiendo varias y buenas victorias, el 14 de enero de 1958 Tommy Tibbs venció a Pep por decisión dividida, luego Pep consiguió 11 victorias sobre el mismo número de peleas.
El 20 de septiembre de 1958 en Massachusetts, Hogan 'Kid' Bassey derribó dos veces a Pep en el noveno asalto del combate que disputaron y el réferi detuvo la pelea, Pep perdió por KOT. El 26 de enero de 1959 Pep combatió por primera vez fuera de los Estados Unidos en el Nuevo Circo de Caracas ante el venezolano Sonny León en la categoría ligero y perdió por decisión unánime en 10 asaltos, por primera vez en su carrera Pep perdía dos peleas en forma consecutiva.Willie Pep vs. Sandy Saddler: Notes on the Boxing Legends and Epic Rivalry por Doug Werner
Luego de este combate Pep se retiró por 6 años del boxeo, para que el 11 de marzo de 1965 Willie Pep volviera a un ring, esta vez con 43 años y en la categoría superligero, una muy lejana de la división en la cual reino, en esta vuelta Pep derrotó a Harold McKeever por decisión unánime en ocho asaltos, consiguió 8 victorias más y el 19 de marzo de 1966 en Virginia perdió frente a Calvin Woodland por decisión unánime en seis asaltos. Luego de esta pelea Willie Pep se retiró del boxeo.
Willie Pep fue campeón mundial pluma en dos ocasiones, el primer reinado fue desde 1946 hasta 1948, el segundo reinado fue desde 1949 hasta 1950 con tres defensas exitosas, además de ser considerado el mejor pluma de la historia, le disputa a Sugar Ray Robinson la condición del mejor libra por libra de la historia del boxeo. El récord de Pep es uno de los más sobresalientes de la historia del boxeo, a lo largo de su carrera profesional de 26 años, Pep registró récord de 229-11-1-(65KO). El 23 de noviembre de 2006 Willie Pep murió a causa del mal de Alzheimer, fue en una casa de retiró de ancianos en su ciudad de residencia Rocky Hill, Connecticut.

## Legado
Willie Pep inspiró e inspira a las generaciones jóvenes por el gran talento que destelló en los rings, fue de los primeros boxeadores que mostró un estilo novedoso para esa época, basado en táctica, ciencia e inteligencia sobre la base de su gran velocidad. Una famosa frase de Pep es "Golpea al de enfrente tanto como puedas pero no dejes que te lastime". Esta frase se escucha hoy en día con el formato de "pegar y no dejarse pegar".

## Estilo
Fue uno de los primeros estilistas, muchos aseguran que fue el mejor que practicó este estilo, Pep tenía una muy buena defensa, siempre trataba de mantener lejos a su rival y evitar que este se acerque, si el rival lograba llegar a la corta distancia Pep lo amarraba y bloqueaba los ataques, también evadía las ofensivas de sus oponentes con pasos laterales, sus golpes eran de alta calidad técnica, mantenía a raya a sus rivales con su veloz jab, de esta forma controlaba a sus oponentes a la distancia, el objetivo de Pep era ganar cada asalto, lanzaba combinaciones cuando los rivales erraban sus golpes o cuando dejaban huecos en la defensa, Pep no tenía mucha potencia, pero su ciencia, técnica e inteligencia lo llevaron a ser el mejor peso pluma de la historia del boxeo.

## Récord profesional
| Res.     | Récord   | Rival                 | Tipo | Ronda   | Fecha      | Localidad                                                         | Notas                                                                      |
| Derrota  | 229–11–1 | Calvin Woodland       | UD   | 6       | 1966-03-16 | City Arena, Richmond, Virginia, Estados Unidos                    |                                                                            |
| Victoria | 229–10–1 | Ray Coleman           | KO   | 5 (8)   | 1965-10-25 | Tucson, Arizona, Estados Unidos                                   |                                                                            |
| Victoria | 228–10–1 | Sergio Musquiz        | TKO  | 5 (10)  | 1965-10-14 | Sportatorium, Phoenix, Arizona, Estados Unidos                    |                                                                            |
| Victoria | 227–10–1 | Tommy Haden           | TKO  | 3 (10)  | 1965-10-04 | Rhode Island Auditorium, Providence, Rhode Island, Estados Unidos |                                                                            |
| Victoria | 226–10–1 | Willie Little         | TKO  | 3 (10)  | 1965-10-01 | War Memorial Arena, Johnstown, Pensilvania, Estados Unidos        |                                                                            |
| Victoria | 225–10–1 | Johnny Gilmore        | UD   | 6       | 1965-09-28 | Philadelphia, Pensilvania, Estados Unidos                         |                                                                            |
| Victoria | 224–10–1 | Benny Red Randall     | UD   | 10      | 1965-07-26 | Quebec City, Quebec, Canadá                                       |                                                                            |
| Victoria | 223–10–1 | Johnny Gilmore        | UD   | 6       | 1965-05-21 | Crystal Arena, Norwalk, Connecticut, Estados Unidos               |                                                                            |
| Victoria | 222–10–1 | Jackie Lennon         | UD   | 6       | 1965-04-26 | Philadelphia, Pensilvania, Estados Unidos                         |                                                                            |
| Victoria | 221–10–1 | Harold McKeever       | UD   | 8       | 1965-03-11 | Little River Auditorium, Miami, Florida, Estados Unidos           |                                                                            |
| Derrota  | 220–10–1 | Sonny León            | UD   | 10      | 1959-01-26 | Nuevo Circo, Caracas, Venezuela                                   |                                                                            |
| Derrota  | 220–9–1  | Hogan Bassey          | TKO  | 9 (10)  | 1958-09-20 | Boston Garden, Boston, Massachusetts, Estados Unidos              |                                                                            |
| Victoria | 220–8–1  | Al Duarte             | UD   | 10      | 1958-08-26 | Glovers Bowl, North Adams, Massachusetts, Estados Unidos          |                                                                            |
| Victoria | 219–8–1  | Jesse Rodríguez       | UD   | 10      | 1958-08-09 | Painesville, Ohio, Estados Unidos                                 |                                                                            |
| Victoria | 218–8–1  | Luis Carmona          | UD   | 10      | 1958-08-04 | Presque Isle, Maine, Estados Unidos                               |                                                                            |
| Victoria | 217–8–1  | Bobby Bell            | UD   | 10      | 1958-07-17 | Norwood, Massachusetts, Estados Unidos                            |                                                                            |
| Victoria | 216–8–1  | Bobby Soares          | UD   | 10      | 1958-07-01 | Memorial Hall, Athol, Massachusetts, Estados Unidos               |                                                                            |
| Victoria | 215–8–1  | Pat McCoy             | UD   | 10      | 1958-06-23 | Sargent Field, New Bedford (Massachusetts), Estados Unidos        |                                                                            |
| Victoria | 214–8–1  | Bobby Singleton       | UD   | 10      | 1958-05-20 | Mechanics Building, Boston, Massachusetts, Estados Unidos         |                                                                            |
| Victoria | 213–8–1  | Jimmy Kelly           | UD   | 10      | 1958-04-29 | Mechanics Building, Boston, Massachusetts, Estados Unidos         |                                                                            |
| Victoria | 212–8–1  | Cleo Ortiz            | UD   | 10      | 1958-04-14 | Arcadia Ballroom, Providence, Rhode Island, Estados Unidos        |                                                                            |
| Victoria | 211–8–1  | George Stephany       | UD   | 10      | 1958-04-08 | Bristol, Connecticut, Estados Unidos                              |                                                                            |
| Victoria | 210–8–1  | Prince Johnson        | UD   | 10      | 1958-03-31 | Valley Arena, Holyoke, Massachusetts, Estados Unidos              |                                                                            |
| Derrota  | 209–8–1  | Tommy Tibbs           | SD   | 10      | 1958-01-14 | Mechanics Building, Boston, Massachusetts, Estados Unidos         |                                                                            |
| Victoria | 209–7–1  | Jimmy Connors         | UD   | 10      | 1957-12-17 | Boston Garden, Boston, Massachusetts, Estados Unidos              |                                                                            |
| Victoria | 208–7–1  | Russell Tague         | UD   | 10      | 1957-07-23 | Sam Houston Coliseum, Houston, Texas, United States               |                                                                            |
| Victoria | 207–7–1  | Manny Castro          | UD   | 10      | 1957-07-16 | Coliseum, El Paso, Texas, United States                           |                                                                            |
| Victoria | 206–7–1  | Manny Castro          | UD   | 10      | 1957-05-10 | Memorial Stadium, Florence, South Carolina, United States         |                                                                            |
| Victoria | 205–7–1  | César Morales         | UD   | 10      | 1957-04-23 | War Memorial Auditorium, Fort Lauderdale, Florida, United States  |                                                                            |
| Victoria | 204–7–1  | Héctor Bacquettes     | TKO  | 5 (10)  | 1956-07-04 | Roosevelt Stadium, Lawton, Oklahoma, United States                |                                                                            |
| Victoria | 203–7–1  | Russell Tague         | UD   | 10      | 1956-06-19 | Miami Beach, Florida, United States                               |                                                                            |
| Victoria | 202–7–1  | Manuel Armenteros     | RTD  | 6 (10)  | 1956-05-22 | San Antonio, Texas, United States                                 |                                                                            |
| Victoria | 201–7–1  | Jackie Blair          | UD   | 10      | 1956-04-17 | State Theatre, Hartford, Connecticut, United States               |                                                                            |
| Victoria | 200–7–1  | Buddy Baggett         | UD   | 10      | 1956-03-27 | Sportatorium, Beaumont, Texas, United States                      |                                                                            |
| Victoria | 199–7–1  | Kid Campeche          | UD   | 10      | 1956-03-16 | Tampa, Florida, United States                                     |                                                                            |
| Victoria | 198–7–1  | Andy Arel             | UD   | 10      | 1955-12-28 | Miami Beach, Florida, United States                               |                                                                            |
| Victoria | 197–7–1  | Leo Cárter            | TKO  | 4 (8)   | 1955-12-13 | Houston, Texas, United States                                     |                                                                            |
| Victoria | 196–7–1  | Pappy Gault           | UD   | 10      | 1955-11-29 | Tampa, Florida, United States                                     |                                                                            |
| Victoria | 195–7–1  | Charley Titone        | UD   | 10      | 1955-10-10 | Maple Arena, Brockton, Massachusetts, United States               |                                                                            |
| Victoria | 194–7–1  | Pappy Gault           | UD   | 10      | 1955-09-27 | Valley Arena, Holyoke, Massachusetts, United States               |                                                                            |
| Victoria | 193–7–1  | Jimmy Ithia           | TKO  | 6 (10)  | 1955-09-13 | Hedges Stadium, Bridgeport, Connecticut, United States            |                                                                            |
| Victoria | 192–7–1  | Héctor Rodríguez      | UD   | 10      | 1955-07-12 | Hedges Stadium, Bridgeport, Connecticut, United States            |                                                                            |
| Victoria | 191–7–1  | Mickey Mars           | TKO  | 7 (10)  | 1955-06-14 | Miami Beach, Florida, United States                               |                                                                            |
| Victoria | 190–7–1  | Joey Cam              | TKO  | 3 (10)  | 1955-06-01 | Boston Garden, Boston, Massachusetts, United States               |                                                                            |
| Victoria | 189–7–1  | Gil Cadilli           | UD   | 10      | 1955-05-18 | Olympia Stadium, Detroit, Míchigan, United States                 |                                                                            |
| Victoria | 188–7–1  | Gil Cadilli           | SD   | 10      | 1955-03-30 | San Francisco, California, United States                          |                                                                            |
| Victoria | 188–6–1  | Charley Titone        | UD   | 10      | 1955-03-22 | Holyoke, Massachusetts, United States                             |                                                                            |
| Victoria | 187–6–1  | Merrill Olmstead      | UD   | 10      | 1955-03-11 | Bennington, Vermont, United States                                |                                                                            |
| Victoria | 186–6–1  | Mario 'Eladio' Colon  | UD   | 10      | 1954-11-01 | Daytona Beach, Florida, United States                             |                                                                            |
| Victoria | 185–6–1  | Til LeBlanc           | UD   | 10      | 1954-08-18 | Moncton Arena, Moncton, New Brunswick, Canadá                     |                                                                            |
| Victoria | 184–6–1  | Mike Tourcotte        | UD   | 10      | 1954-07-24 | Hartwell Field, Mobile, Alabama, United States                    |                                                                            |
| Derrota  | 183–6–1  | Lulu Pérez            | TKO  | 2 (10)  | 1954-02-26 | Madison Square Garden, Nueva York, United States                  |                                                                            |
| Victoria | 183–5–1  | Davey Seabrook        | UD   | 10      | 1954-01-19 | Naval Air Station, Jacksonville, Florida, United States           |                                                                            |
| Victoria | 182–5–1  | Tony Longo            | UD   | 10      | 1953-12-15 | Auditorium, Miami Beach, Florida, United States                   |                                                                            |
| Victoria | 181–5–1  | Billy Lima            | KO   | 2 (10)  | 1953-12-08 | City Auditorium, Houston, Texas, United States                    |                                                                            |
| Victoria | 180–5–1  | Davey Allen           | UD   | 10      | 1953-12-04 | Legión Arena, West Palm Beach, Florida, United States             |                                                                            |
| Victoria | 179–5–1  | Sonny Luciano         | UD   | 10      | 1953-11-21 | Armory, Charlotte, North Carolina, United States                  |                                                                            |
| Victoria | 178–5–1  | Pat Marcune           | TKO  | 10 (10) | 1953-06-05 | Madison Square Garden, Nueva York, United States                  |                                                                            |
| Victoria | 177–5–1  | Jackie Blair          | UD   | 10      | 1953-05-13 | Will Rogers Coliseum, Fort Worth, Texas, United States            |                                                                            |
| Victoria | 176–5–1  | Noel Paquette         | UD   | 10      | 1953-04-07 | Auditorium, Miami Beach, Florida, United States                   |                                                                            |
| Victoria | 175–5–1  | Joey Gambino          | UD   | 10      | 1953-03-31 | Tampa, Florida, United States                                     |                                                                            |
| Victoria | 174–5–1  | Pepe Álvarez          | UD   | 10      | 1953-02-10 | Municipal Auditorium, San Antonio, Texas, United States           |                                                                            |
| Victoria | 173–5–1  | Dave Mitchell         | UD   | 10      | 1953-01-27 | Auditorium, Miami Beach, Florida, United States                   |                                                                            |
| Victoria | 172–5–1  | Billy Lauderdale      | UD   | 10      | 1953-01-19 | Nassau Stadium, Nassau, Bahamas                                   |                                                                            |
| Victoria | 171–5–1  | Jorge Sánchez         | UD   | 10      | 1952-12-05 | Legión Arena, West Palm Beach, Florida, United States             |                                                                            |
| Victoria | 170–5–1  | Fabela Chávez         | UD   | 10      | 1952-11-19 | Oakland Avenue Arena, Saint Louis, Misuri, United States          |                                                                            |
| Victoria | 169–5–1  | Manny Castro          | TKO  | 5 (10)  | 1952-11-05 | Miami Beach, Florida, United States                               |                                                                            |
| Victoria | 168–5–1  | Billy Lima            | UD   | 10      | 1952-10-20 | Jacksonville, Florida, United States                              |                                                                            |
| Victoria | 167–5–1  | Armand Savoie         | UD   | 10      | 1952-10-01 | Chicago Stadium, Chicago, Illinois, United States                 |                                                                            |
| Victoria | 166–5–1  | Bobby Woods           | UD   | 10      | 1952-09-11 | Denman Auditorium, Vancouver, British Columbia, Canadá            |                                                                            |
| Victoria | 165–5–1  | Billy Lima            | UD   | 10      | 1952-09-03 | Legión Field, Pensacola, Florida, United States                   |                                                                            |
| Derrota  | 164–5–1  | Tommy Collins         | TKO  | 6 (10)  | 1952-06-30 | Boston Garden, Boston, Massachusetts, United States               |                                                                            |
| Victoria | 164–4–1  | Claude Hammond        | UD   | 10      | 1952-05-21 | Auditorium, Miami Beach, Florida, United States                   |                                                                            |
| Victoria | 163–4–1  | Buddy Baggett         | KO   | 5 (10)  | 1952-05-10 | Eustis Park, Aiken, South Carolina, United States                 |                                                                            |
| Victoria | 162–4–1  | Kenny Leach           | UD   | 10      | 1952-05-05 | Golden Park, Columbus, Georgia, United States                     |                                                                            |
| Victoria | 161–4–1  | Santiago González     | UD   | 10      | 1952-04-29 | Fort Homer Hesterly Armory, Tampa, Florida, United States         |                                                                            |
| Derrota  | 160–4–1  | Sandy Saddler         | RTD  | 9 (15)  | 1951-09-26 | Polo Grounds, Nueva York, U.S.                                    | For World Featherweight title                                              |
| Victoria | 160–3–1  | Corky Gonzales        | UD   | 10      | 1951-09-04 | New Orleans, Luisiana, United States                              |                                                                            |
| Victoria | 159–3–1  | Jesús Compos          | UD   | 10      | 1951-06-04 | Baltimore, Maryland, United States                                |                                                                            |
| Victoria | 158–3–1  | Eddie Chávez          | SD   | 10      | 1951-04-27 | Cow Palace, Daly City, California, United States                  |                                                                            |
| Victoria | 157–3–1  | Baby Ortiz            | TKO  | 5 (10)  | 1951-04-17 | Kiel Auditorium, Saint Louis, Misuri, United States               |                                                                            |
| Victoria | 156–3–1  | Pat Iacobucci         | UD   | 10      | 1951-03-26 | Auditorium, Miami Beach, Florida, United States                   |                                                                            |
| Victoria | 155–3–1  | Carlos Chávez         | UD   | 10      | 1951-03-05 | Coliseum Arena, New Orleans, Luisiana, United States              |                                                                            |
| Victoria | 154–3–1  | Eddie Webb            | TKO  | 2 (10)  | 1951-02-26 | Legión Coliseum, Sarasota, Florida, United States                 |                                                                            |
| Victoria | 153–3–1  | Tommy Baker           | TKO  | 4 (10)  | 1951-01-30 | Auditorium, Hartford, Connecticut, United States                  |                                                                            |
| Derrota  | 152–3–1  | Sandy Saddler         | RTD  | 8 (15)  | 1950-09-08 | Yankee Stadium, Nueva York, United States                         | Lost World Featherweight title                                             |
| Victoria | 152–2–1  | Proctor Heinhold      | UD   | 10      | 1950-08-02 | Catholic Youth Center, Scranton, Pensilvania, United States       |                                                                            |
| Victoria | 151–2–1  | Bobby Bell            | UD   | 10      | 1950-07-25 | Griffith Stadium, Washington D.C., United States                  |                                                                            |
| Victoria | 150–2–1  | Bobby Timpson         | UD   | 10      | 1950-06-26 | Outdoor Arena, Hartford, Connecticut, United States               |                                                                            |
| Victoria | 149–2–1  | Terry Young           | UD   | 10      | 1950-06-01 | Milwaukee, Wisconsin, United States                               |                                                                            |
| Victoria | 148–2–1  | Asunción Llanos       | KO   | 2 (10)  | 1950-05-15 | Bulkeley Stadium, Hartford, Connecticut, United States            |                                                                            |
| Victoria | 147–2–1  | Ray Famechon          | UD   | 15      | 1950-03-17 | Madison Square Garden, Nueva York, United States                  | Retained World Featherweight title                                         |
| Victoria | 146–2–1  | Jimmy Warren          | UD   | 10      | 1950-02-22 | Miami, Florida, United States                                     |                                                                            |
| Victoria | 145–2–1  | Roy Andrews           | UD   | 10      | 1950-02-06 | Boston Garden, Boston, Massachusetts, United States               |                                                                            |
| Victoria | 144–2–1  | Charley Riley         | KO   | 5 (15)  | 1950-01-16 | Kiel Auditorium, Saint Louis, Misuri, United States               | Retained World Featherweight title                                         |
| Victoria | 143–2–1  | Harold Dade           | UD   | 10      | 1949-12-12 | Kiel Auditorium, Saint Louis, Misuri, United States               |                                                                            |
| Victoria | 142–2–1  | Eddie Compo           | TKO  | 7 (15)  | 1949-09-20 | Municipal Stadium, Waterbury, Connecticut, United States          | Retained World Featherweight title                                         |
| Victoria | 141–2–1  | Jean Mougin           | UD   | 10      | 1949-07-12 | MacArthur Stadium, Syracuse, Nueva York, United States            |                                                                            |
| Victoria | 140–2–1  | Johnny LaRusso        | UD   | 10      | 1949-06-20 | Century Stadium, West Springfield, Massachusetts, United States   |                                                                            |
| Victoria | 139–2–1  | Al Pennino            | UD   | 10      | 1949-06-14 | Wahconah Park, Pittsfield, Massachusetts, United States           |                                                                            |
| Victoria | 138–2–1  | Luis Ramos            | UD   | 10      | 1949-06-06 | New Haven, Connecticut, United States                             |                                                                            |
| Victoria | 137–2–1  | Sandy Saddler         | UD   | 15      | 1949-02-11 | Madison Square Garden, Nueva York, United States                  | Won World Featherweight title                                              |
| Victoria | 136–2–1  | Teddy Davis           | UD   | 10      | 1949-01-17 | Kiel Auditorium, Saint Louis, Misuri, United States               |                                                                            |
| Victoria | 135–2–1  | Hermie Freeman        | UD   | 10      | 1948-12-20 | Boston Garden, Boston, Massachusetts, United States               |                                                                            |
| Derrota  | 134–2–1  | Sandy Saddler         | KO   | 4 (15)  | 1948-10-29 | Madison Square Garden, Nueva York, United States                  | Lost World Featherweight title                                             |
| Victoria | 134–1–1  | Johnny LaRusso        | UD   | 10      | 1948-10-19 | Hartford, Connecticut, United States                              |                                                                            |
| Victoria | 133–1–1  | Chuck Burton          | UD   | 8       | 1948-10-12 | Jersey City, New Jersey, United States                            |                                                                            |
| Victoria | 132–1–1  | Paddy DeMarco         | UD   | 10      | 1948-09-10 | Madison Square Garden, Nueva York, United States                  |                                                                            |
| Victoria | 131–1–1  | Johnny Dell           | TKO  | 8 (10)  | 1948-09-02 | Municipal Stadium, Waterbury, Connecticut, United States          |                                                                            |
| Victoria | 130–1–1  | Teddy Davis           | UD   | 10      | 1948-08-17 | Hartford, Connecticut, United States                              |                                                                            |
| Victoria | 129–1–1  | Teddy Davis           | UD   | 10      | 1948-08-03 | Hartford, Connecticut, United States                              |                                                                            |
| Victoria | 128–1–1  | Young Júnior          | KO   | 1 (10)  | 1948-07-28 | Utica, Nueva York, United States                                  |                                                                            |
| Victoria | 127–1–1  | Luther Burgess        | UD   | 10      | 1948-06-25 | Flint, Míchigan, United States                                    |                                                                            |
| Victoria | 126–1–1  | Miguel Acevedo        | UD   | 10      | 1948-06-17 | Minneapolis, Minnesota, United States                             |                                                                            |
| Victoria | 125–1–1  | Charley Cabey Lewis   | UD   | 10      | 1948-05-19 | Milwaukee, Wisconsin, United States                               |                                                                            |
| Victoria | 124–1–1  | Leroy Willis          | UD   | 10      | 1948-05-07 | Olympia Stadium, Detroit, Míchigan, United States                 |                                                                            |
| Victoria | 123–1–1  | Humberto Sierra       | TKO  | 10 (15) | 1948-02-24 | Orange Bowl, Miami, Florida, United States                        | Retained World Featherweight title                                         |
| Victoria | 122–1–1  | Joey Angelo           | UD   | 10      | 1948-01-19 | Boston Garden, Boston, Massachusetts, United States               |                                                                            |
| Victoria | 121–1–1  | Jimmy McAllister      | UD   | 10      | 1948-01-12 | Kiel Auditorium, Saint Louis, Misuri, United States               |                                                                            |
| Victoria | 120–1–1  | Pedro Biesca          | UD   | 10      | 1948-01-06 | Hartford, Connecticut, United States                              |                                                                            |
| Victoria | 119–1–1  | Lefty LaChance        | TKO  | 8 (10)  | 1947-12-30 | Mánchester, New Hampshire, United States                          |                                                                            |
| Victoria | 118–1–1  | Álvaro Estrada        | UD   | 10      | 1947-12-22 | City Hall, Lewiston, Maine, United States                         |                                                                            |
| Victoria | 117–1–1  | Archie Wilmer         | MD   | 10      | 1947-10-27 | Philadelphia, Pensilvania, United States                          |                                                                            |
| Victoria | 116–1–1  | Jean Barriere         | KO   | 1 (10)  | 1947-10-21 | Portland, Maine, United States                                    |                                                                            |
| Victoria | 115–1–1  | Jock Leslie           | KO   | 12 (15) | 1947-08-22 | Atwood Stadium, Flint, Míchigan, United States                    | Retained World Featherweight title                                         |
| Victoria | 114–1–1  | Humberto Sierra       | UD   | 10      | 1947-07-23 | Auditorium Outdoor Arena, Hartford, Connecticut, United States    |                                                                            |
| Victoria | 113–1–1  | Paulie Jackson        | UD   | 10      | 1947-07-15 | New Bedford (Massachusetts), United States                        |                                                                            |
| Victoria | 112–1–1  | Jean Barriere         | KO   | 4 (10)  | 1947-07-11 | North Adams, Massachusetts, United States                         |                                                                            |
| Victoria | 111–1–1  | Leo LeBron            | UD   | 8       | 1947-07-08 | Crystal Arena, Norwalk, Connecticut, United States                |                                                                            |
| Victoria | 110–1–1  | Joey Fontana          | KO   | 5 (10)  | 1947-07-01 | Hawkins Stadium, Albany, Nueva York, United States                |                                                                            |
| Victoria | 109–1–1  | Víctor Flores         | UD   | 10      | 1947-06-17 | Hartford, Connecticut, United States                              | Pep's first bout, since he had suffered serious injuries in a plane crash. |
| Victoria | 108–1–1  | Chalky Wright         | KO   | 3 (10)  | 1946-11-27 | Milwaukee, Wisconsin, United States                               |                                                                            |
| Victoria | 107–1–1  | Tomas Beato           | KO   | 2 (10)  | 1946-11-15 | State Armory, Waterbury, Connecticut, United States               |                                                                            |
| Victoria | 106–1–1  | Paulie Jackson        | UD   | 10      | 1946-11-01 | Minneapolis, Minnesota, United States                             |                                                                            |
| Victoria | 105–1–1  | Lefty LaChance        | TKO  | 3 (10)  | 1946-09-17 | Hartford, Connecticut, United States                              |                                                                            |
| Victoria | 104–1–1  | Walter Kolby          | TKO  | 5 (10)  | 1946-09-04 | Memorial Auditorium, Buffalo, Nueva York, United States           |                                                                            |
| Victoria | 103–1–1  | Doll Rafferty         | KO   | 6 (10)  | 1946-08-26 | Milwaukee, Wisconsin, United States                               |                                                                            |
| Victoria | 102–1–1  | Jackie Graves         | TKO  | 8 (10)  | 1946-07-25 | Minneapolis, Minnesota, United States                             |                                                                            |
| Victoria | 101–1–1  | Harold Gibson         | TKO  | 7 (10)  | 1946-07-10 | Civic Stadium, Buffalo, Nueva York, United States                 |                                                                            |
| Victoria | 100–1–1  | Sal Bartolo           | KO   | 12 (15) | 1946-06-07 | Madison Square Garden, Nueva York, United States                  | Retained World Featherweight title                                         |
| Victoria | 99–1–1   | Jimmy Joyce           | UD   | 8       | 1946-05-27 | Minneapolis, Minnesota, United States                             |                                                                            |
| Victoria | 98–1–1   | José Aponte Torres    | UD   | 10      | 1946-05-22 | Kiel Auditorium, Saint Louis, Misuri, United States               |                                                                            |
| Victoria | 97–1–1   | Joey Angelo           | UD   | 10      | 1946-05-13 | Rhode Island Auditorium, Providence, Rhode Island, United States  |                                                                            |
| Victoria | 96–1–1   | Ernie Petrone         | UD   | 10      | 1946-05-06 | New Haven, Connecticut, United States                             |                                                                            |
| Victoria | 95–1–1   | Georgie Knox          | TKO  | 3 (10)  | 1946-04-08 | Rhode Island Auditorium, Providence, Rhode Island, United States  |                                                                            |
| Victoria | 94–1–1   | Jackie Wilson         | UD   | 10      | 1946-03-26 | Kansas City, Misuri, United States                                |                                                                            |
| Victoria | 93–1–1   | Jimmy McAllister      | KO   | 2 (10)  | 1946-03-01 | Madison Square Garden, Nueva York, United States                  |                                                                            |
| Victoria | 92–1–1   | Jimmy Joyce           | UD   | 10      | 1946-02-13 | Memorial Auditorium, Buffalo, Nueva York, United States           |                                                                            |
| Victoria | 91–1–1   | Johnny Virgo          | KO   | 2 (10)  | 1946-01-15 | Memorial Auditorium, Buffalo, Nueva York, United States           |                                                                            |
| Empate   | 90–1–1   | Jimmy McAllister      | MD   | 10      | 1945-12-13 | Baltimore Garden, Baltimore, Maryland, United States              |                                                                            |
| Victoria | 90–1     | Harold Gibson         | UD   | 10      | 1945-12-05 | Lewiston Armory, Lewiston, Maine, United States                   |                                                                            |
| Victoria | 89–1     | Eddie Giosa           | UD   | 10      | 1945-11-26 | Mechanics Building, Boston, Massachusetts, United States          |                                                                            |
| Victoria | 88–1     | Mike Martyk           | TKO  | 5 (10)  | 1945-11-05 | Memorial Auditorium, Buffalo, Nueva York, United States           |                                                                            |
| Victoria | 87–1     | Paulie Jackson        | UD   | 8       | 1945-10-30 | Bulkeley Stadium, Hartford, Connecticut, United States            |                                                                            |
| Victoria | 86–1     | Phil Terranova        | UD   | 15      | 1945-02-19 | Madison Square Garden, Nueva York, United States                  | Retained World Featherweight title                                         |
| Victoria | 85–1     | Willie Roache         | UD   | 10      | 1945-02-05 | New Haven, Connecticut, United States                             |                                                                            |
| Victoria | 84–1     | Ralph Walton          | UD   | 10      | 1945-01-23 | Hartford, Connecticut, United States                              |                                                                            |
| Victoria | 83–1     | Chalky Wright         | UD   | 10      | 1944-12-05 | Cleveland, Ohio, United States                                    |                                                                            |
| Victoria | 82–1     | Pedro Hernández       | UD   | 10      | 1944-11-27 | Uline Arena, Washington D.C., United States                       |                                                                            |
| Victoria | 81–1     | Charley Cabey Lewis   | UD   | 10      | 1944-11-14 | Hartford, Connecticut, United States                              |                                                                            |
| Victoria | 80–1     | Jackie Leamus         | UD   | 10      | 1944-10-25 | Montreal, Quebec, Canadá                                          |                                                                            |
| Victoria | 79–1     | Chalky Wright         | UD   | 15      | 1944-09-29 | Madison Square Garden, Nueva York, United States                  | Retained World Featherweight title                                         |
| Victoria | 78–1     | Charley Cabey Lewis   | TKO  | 8 (10)  | 1944-09-19 | Hartford, Connecticut, United States                              |                                                                            |
| Victoria | 77–1     | Joey Peralta          | UD   | 10      | 1944-08-28 | West Springfield, Massachusetts, United States                    |                                                                            |
| Victoria | 76–1     | Lulu Costantino       | UD   | 10      | 1944-08-04 | Municipal Stadium, Waterbury, Connecticut, United States          |                                                                            |
| Victoria | 75–1     | Manuel Ortiz          | UD   | 10      | 1944-07-17 | Braves Field, Boston, Massachusetts, United States                |                                                                            |
| Victoria | 74–1     | Willie Joyce          | UD   | 10      | 1944-07-07 | Comiskey Park, Chicago, Illinois, United States                   |                                                                            |
| Victoria | 73–1     | Julie Kogon           | UD   | 10      | 1944-06-06 | Bulkeley Stadium, Hartford, Connecticut, United States            |                                                                            |
| Victoria | 72–1     | Joey Bagnato          | KO   | 2 (10)  | 1944-05-23 | Buffalo, Nueva York, United States                                |                                                                            |
| Victoria | 71–1     | Frankie Rubino        | UD   | 10      | 1944-05-19 | Chicago, Illinois, United States                                  |                                                                            |
| Victoria | 70–1     | Jackie Leamus         | UD   | 10      | 1944-05-01 | Philadelphia, Pensilvania, United States                          |                                                                            |
| Victoria | 69–1     | Harold 'Snooks' Lacey | UD   | 10      | 1944-04-20 | New Haven, Connecticut, United States                             |                                                                            |
| Victoria | 68–1     | Leo Francis           | UD   | 10      | 1944-04-04 | Bulkeley Stadium, Hartford, Connecticut, United States            |                                                                            |
| Victoria | 67–1     | Sal Bartolo           | UD   | 15      | 1943-06-08 | Braves Field, Boston, Massachusetts, United States                | Retained World Featherweight title                                         |
| Victoria | 66–1     | Jackie Wilson         | UD   | 12      | 1943-04-26 | Duquesne Gardens, Pittsburgh, Pensilvania, United States          |                                                                            |
| Victoria | 65–1     | Ángel Aviles          | UD   | 10      | 1943-04-19 | Tampa, Florida, United States                                     |                                                                            |
| Victoria | 64–1     | Sal Bartolo           | SD   | 10      | 1943-04-09 | Boston Garden, Boston, Massachusetts, United States               |                                                                            |
| Victoria | 63–1     | Bobby McIntire        | UD   | 10      | 1943-03-29 | Arena Gardens, Detroit, Míchigan, United States                   |                                                                            |
| Derrota  | 62–1     | Sammy Angott          | UD   | 10      | 1943-03-19 | Madison Square Garden, Nueva York, United States                  |                                                                            |
| Victoria | 62–0     | Lou Transparenti      | KO   | 6 (10)  | 1943-03-02 | Bulkeley Stadium, Hartford, Connecticut, United States            |                                                                            |
| Victoria | 61–0     | Bill Speary           | UD   | 10      | 1943-02-15 | Baltimore, Maryland, United States                                |                                                                            |
| Victoria | 60–0     | Davey Crawford        | UD   | 10      | 1943-02-11 | Mechanics Building, Boston, Massachusetts, United States          |                                                                            |
| Victoria | 59–0     | Allie Stolz           | UD   | 10      | 1943-01-29 | Madison Square Garden, Nueva York, United States                  |                                                                            |
| Victoria | 58–0     | Bill Speary           | UD   | 10      | 1943-01-19 | Bulkeley Stadium, Hartford, Connecticut, United States            |                                                                            |
| Victoria | 57–0     | Vince Dell'Orto       | UD   | 10      | 1943-01-04 | New Orleans, Luisiana, United States                              |                                                                            |
| Victoria | 56–0     | Joey Silva            | RTD  | 9 (10)  | 1942-12-21 | Jacksonville, Florida, United States                              |                                                                            |
| Victoria | 55–0     | José Aponte Torres    | TKO  | 7 (10)  | 1942-12-14 | Turner's Arena, Washington D.C., United States                    |                                                                            |
| Victoria | 54–0     | Chalky Wright         | UD   | 15      | 1942-11-20 | Madison Square Garden, Nueva York, United States                  | Won World Featherweight title                                              |
| Victoria | 53–0     | George Zengaras       | UD   | 10      | 1942-10-27 | Bulkeley Stadium, Hartford, Connecticut, United States            |                                                                            |
| Victoria | 52–0     | Joey Archibald        | UD   | 10      | 1942-10-16 | Rhode Island Auditorium, Providence, Rhode Island, United States  |                                                                            |
| Victoria | 51–0     | Bobby McIntire        | UD   | 10      | 1942-10-05 | Holyoke, Massachusetts, United States                             |                                                                            |
| Victoria | 50–0     | Vince Dell'Orto       | UD   | 10      | 1942-09-22 | Bulkeley Stadium, Hartford, Connecticut, United States            |                                                                            |
| Victoria | 49–0     | Frank Franconeri      | TKO  | 1 (8)   | 1942-09-10 | Madison Square Garden, Nueva York, United States                  |                                                                            |
| Victoria | 48–0     | Bobby Ivy             | TKO  | 10 (10) | 1942-09-01 | Bulkeley Stadium, Hartford, Connecticut, United States            |                                                                            |
| Victoria | 47–0     | Nat Litfin            | UD   | 10      | 1942-08-20 | White City Stadium, West Haven, Connecticut, United States        |                                                                            |
| Victoria | 46–0     | Pedro Hernández       | UD   | 10      | 1942-08-11 | Bulkeley Stadium, Hartford, Connecticut, United States            |                                                                            |
| Victoria | 45–0     | Joey Silva            | RTD  | 7 (8)   | 1942-08-01 | Waterbury, Connecticut, United States                             |                                                                            |
| Victoria | 44–0     | Abe Denner            | UD   | 12      | 1942-07-21 | Bulkeley Stadium, Hartford, Connecticut, United States            | Won United States New England featherweight title                          |
| Victoria | 43–0     | Joey Archibald        | UD   | 10      | 1942-06-23 | Bulkeley Stadium, Hartford, Connecticut, United States            |                                                                            |
| Victoria | 42–0     | Joey Iannotti         | UD   | 8       | 1942-05-26 | Hartford, Connecticut, United States                              |                                                                            |
| Victoria | 41–0     | Aaron Seltzer         | UD   | 8       | 1942-05-12 | Hartford, Connecticut, United States                              |                                                                            |
| Victoria | 40–0     | Curley Nichols        | UD   | 8       | 1942-05-04 | New Haven, Connecticut, United States                             |                                                                            |
| Victoria | 39–0     | Spider Armstrong      | KO   | 4 (8)   | 1942-04-14 | Hartford, Connecticut, United States                              |                                                                            |
| Victoria | 38–0     | Johnny Compo          | UD   | 8       | 1942-03-18 | New Haven, Connecticut, United States                             |                                                                            |
| Victoria | 37–0     | Willie Roache         | UD   | 8       | 1942-02-24 | Hartford, Connecticut, United States                              |                                                                            |
| Victoria | 36–0     | Angelo Callura        | UD   | 8       | 1942-02-10 | Hartford, Connecticut, United States                              |                                                                            |
| Victoria | 35–0     | Abie Kaufman          | UD   | 8       | 1942-01-27 | Hartford, Connecticut, United States                              |                                                                            |
| Victoria | 34–0     | Sammy Parotta         | UD   | 6       | 1942-01-16 | Madison Square Garden, Nueva York, United States                  |                                                                            |
| Victoria | 33–0     | Mexican Joe Rivers    | TKO  | 4 (8)   | 1942-01-08 | Fall River, Massachusetts, United States                          |                                                                            |
| Victoria | 32–0     | Ruby García           | UD   | 6       | 1941-12-12 | Madison Square Garden, Nueva York, United States                  |                                                                            |
| Victoria | 31–0     | Davey Crawford        | UD   | 8       | 1941-11-24 | Holyoke, Massachusetts, United States                             |                                                                            |
| Victoria | 30–0     | Buddy Spencer         | UD   | 6       | 1941-11-07 | Legión Stadium, Hollywood, California, United States              |                                                                            |
| Victoria | 29–0     | Connie Savoie         | TKO  | 2 (8)   | 1941-10-21 | Hartford, Connecticut, United States                              |                                                                            |
| Victoria | 28–0     | Carlos Manzano        | UD   | 8       | 1941-10-09 | New Haven, Connecticut, United States                             |                                                                            |
| Victoria | 27–0     | Jackie Harris         | TKO  | 1 (8)   | 1941-09-25 | New Haven, Connecticut, United States                             |                                                                            |
| Victoria | 26–0     | Eddie Flores          | KO   | 1 (8)   | 1941-08-11 | Carpet City Arena, Thompsonville, Connecticut, United States      |                                                                            |
| Victoria | 25–0     | Paul Frechette        | TKO  | 3 (6)   | 1941-08-05 | Bulkeley Stadium, Hartford, Connecticut, United States            |                                                                            |
| Victoria | 24–0     | Jimmy Gilligan        | UD   | 8       | 1941-07-15 | Bulkeley Stadium, Hartford, Connecticut, United States            |                                                                            |
| Victoria | 23–0     | Eddie DeAngelis       | TKO  | 3 (8)   | 1941-06-24 | Bulkeley Stadium, Hartford, Connecticut, United States            |                                                                            |
| Victoria | 22–0     | Harry Hintlian        | UD   | 6       | 1941-06-19 | Mánchester, Connecticut, United States                            |                                                                            |
| Victoria | 21–0     | Johnny Cockfield      | UD   | 6       | 1941-05-12 | Holyoke, Massachusetts, United States                             |                                                                            |
| Victoria | 20–0     | Lou Pugliese          | KO   | 2 (6)   | 1941-05-06 | Hartford, Connecticut, United States                              |                                                                            |
| Victoria | 19–0     | Joey Silva            | UD   | 6       | 1941-04-22 | Hartford, Connecticut, United States                              |                                                                            |
| Victoria | 18–0     | Henry Vásquez         | UD   | 6       | 1941-04-14 | Holyoke, Massachusetts, United States                             |                                                                            |
| Victoria | 17–0     | Joey Gatto            | KO   | 2 (6)   | 1941-03-31 | Holyoke, Massachusetts, United States                             |                                                                            |
| Victoria | 16–0     | Marty Shapiro         | UD   | 6       | 1941-03-25 | Hartford, Connecticut, United States                              |                                                                            |
| Victoria | 15–0     | Ruby García           | UD   | 6       | 1941-03-03 | Holyoke, Massachusetts, United States                             |                                                                            |
| Victoria | 14–0     | Ruby García           | UD   | 6       | 1941-02-17 | Holyoke, Massachusetts, United States                             |                                                                            |
| Victoria | 13–0     | Don Lyons             | KO   | 2 (6)   | 1941-02-10 | Holyoke, Massachusetts, United States                             |                                                                            |
| Victoria | 12–0     | Augie Almeda          | TKO  | 6 (6)   | 1941-01-28 | New Haven, Connecticut, United States                             |                                                                            |
| Victoria | 11–0     | Joe Echevarria        | UD   | 6       | 1941-01-13 | Holyoke, Massachusetts, United States                             |                                                                            |
| Victoria | 10–0     | Jim Mutane            | KO   | 2 (6)   | 1940-12-06 | New Britain, Connecticut, United States                           |                                                                            |
| Victoria | 9–0      | Frank Topazio         | TKO  | 5 (6)   | 1940-11-29 | New Britain, Connecticut, United States                           |                                                                            |
| Victoria | 8–0      | Carlo Daponde         | TKO  | 6 (6)   | 1940-11-22 | New Britain, Connecticut, United States                           |                                                                            |
| Victoria | 7–0      | Jimmy McAllister      | UD   | 4       | 1940-10-24 | New Haven, Connecticut, United States                             |                                                                            |
| Victoria | 6–0      | Jimmy Riche           | TKO  | 3 (6)   | 1940-10-03 | Randolph-Clowes Stadium, Waterbury, Connecticut, United States    |                                                                            |
| Victoria | 5–0      | Jack Moore            | UD   | 6       | 1940-09-19 | Bulkeley Stadium, Hartford, Connecticut, United States            |                                                                            |
| Victoria | 4–0      | Joey Marcus           | UD   | 4       | 1940-09-05 | Randolph-Clowes Stadium, Waterbury, Connecticut, United States    |                                                                            |
| Victoria | 3–0      | Tommy Burns           | TKO  | 1 (4)   | 1940-08-29 | Bulkeley Stadium, Hartford, Connecticut, United States            |                                                                            |
| Victoria | 2–0      | Joey Wasnick          | KO   | 3 (4)   | 1940-08-08 | Bulkeley Stadium, Hartford, Connecticut, United States            |                                                                            |
| Victoria | 1–0      | Joey Marcus           | UD   | 4       | 1940-07-25 | Bulkeley Stadium, Hartford, Connecticut, United States            |                                                                            |